# Are You Experienced
Are You Experienced ist das Debütalbum der britisch-amerikanischen Band Jimi Hendrix Experience, das im Mai 1967 veröffentlicht wurde.

## Entstehung
Nach seiner Ankunft in England im September 1966 hatte Hendrix die Jimi Hendrix Experience mit Mitch Mitchell am Schlagzeug und Noel Redding am Bass formiert. Die Aufnahmen begannen am 26. Oktober 1966 und waren am 3. April 1967 abgeschlossen. Geschrieben wurden alle Lieder von Frontmann Jimi Hendrix, lediglich die Coverversion zu Hey Joe (The Leaves) stammt nicht von ihm. Hendrix schrieb dabei alles alleine, nur beim Bonustitel Highway Chile bekam er Unterstützung durch Bo Hansson und Janne Karlsson. Für die Produktion zeichnete weitgehend alleine Chas Chandler verantwortlich. Bei I Don’t Live Today unterstützte ihn Alan Douglas sowie beim Bonustitel Red House John Jansen und Eddie Kramer.

## Veröffentlichung
Die Erstveröffentlichung von Are You Experienced erfolgte am 12. Mai 1967 bei Track Record im Vereinigten Königreich. Das Album erschien in seiner Originalausführung als LP mit elf Titeln (Katalognummer: 612 001). In den Vereinigten Staaten erschien das Album am 23. August 1967 bei Reprise Records (Katalognummer: RS 6261). Im Jahr 1984 erschien es erstmals als CD-Ausführung (Katalognummer: Polydor 825 416-2), die im Jahr 1993 mit sechs Bonustiteln bei MCA Records neu aufgelegt wurde (Katalognummer: MCAD-10893). Das Album wurde nur in Mono veröffentlicht, was bemerkenswert ist, da einerseits auch in dieser Musikbranche zu dieser Zeit stereophonische Schallplatten üblich waren, andererseits Hendrix auf den folgenden Alben gerade mit stereophonischen Effekten arbeitete. Schallplattenausgaben in anderen Ländern verwendeten deshalb ein elektronisches Stereo, um einen Pseudo-Stereoklang zu erzeugen; spätere Ausgaben des Albums enthalten echte Stereo-Abmischungen, ebenso die folgenden CD-Ausgaben. Am 21. Oktober 2008 erschien diese in einer remasterten Fassung (Katalognummer: MCA2-11608). Ein Jahr später erschien bei Experience Hendrix die CD-Ausführung mit der Bonus-DVD Are You Experienced – An Inside Look (Katalognummer: CDCOL7306).
Das Album wurde in Großbritannien und den Vereinigten Staaten mit unterschiedlichen Titellisten veröffentlicht. Die britische Fassung, die auch in Deutschland veröffentlicht wurde, enthielt elf neu aufgenommene Titel, aber keine bereits veröffentlichten Singles, und es wurden auch keine Singles aus dem Album veröffentlicht – eine damals übliche Praxis. Für die US-amerikanische Fassung ersetzte man die Titel Red House, Can You See Me und Remember durch die Singles Hey Joe, Purple Haze und The Wind Cries Mary und stellte die Reihenfolge um. Die CD-Version enthält sämtliche Stücke beider Albumversionen sowie die B-Seiten der ersten drei Experience-Singles.

## Titelliste
| 1. Foxy Lady – 3:19 2. Manic Depression – 3:42 3. Red House – 3:42 4. Can You See Me – 2:33 5. Love or Confusion – 3:11 6. I Don’t Live Today – 3:55 7. May This Be Love – 3:11 8. Fire – 2:43 9. 3rd Stone from the Sun – 6:44 10. Remember – 2:48 11. Are You Experienced – 4:14 | 1. Purple Haze – 2:51 2. Manic Depression – 3:42 3. Hey Joe (Billy Roberts) – 3:30 4. Love or Confusion – 3:11 5. May This Be Love – 3:11 6. I Don’t Live Today – 3:55 7. The Wind Cries Mary – 3:20 8. Fire – 2:43 9. Third Stone from the Sun – 6:44 10. Foxey Lady – 3:19 11. Are You Experienced? – 4:16 |

## Singleauskopplungen
| Jahr | Titel               | Höchstplatzierung, Gesamtwochen, AuszeichnungChartplatzierungen (Jahr, Titel, , Platzierungen, Wochen, Auszeichnungen, Anmerkungen) | Höchstplatzierung, Gesamtwochen, AuszeichnungChartplatzierungen (Jahr, Titel, , Platzierungen, Wochen, Auszeichnungen, Anmerkungen) | Höchstplatzierung, Gesamtwochen, AuszeichnungChartplatzierungen (Jahr, Titel, , Platzierungen, Wochen, Auszeichnungen, Anmerkungen) | Anmerkungen                                                 |
| Jahr | Titel               | DE | UK | US | Anmerkungen                                                 |
| ---- | ------------------- | --- | --- | --- | ----------------------------------------------------------- |
| 1966 | Hey Joe             | DE21 (8 Wo.)DE | UK6 Gold · (11 Wo.)UK | — | Erstveröffentlichung: 16. Dezember 1966 Verkäufe: + 450.000 |
| 1967 | Purple Haze         | DE17 (9 Wo.)DE | UK3 Gold · (14 Wo.)UK | US65 (8 Wo.)US | Erstveröffentlichung: 17. März 1967 Verkäufe: + 400.000     |
| 1967 | The Wind Cries Mary | DE35 (3 Wo.)DE | UK6 (11 Wo.)UK | — | Erstveröffentlichung: 5. Mai 1967                           |

## Rezeption
2003 platzierte das Musikmagazin Rolling Stone das Album auf Rang 15 der 500 Greatest Albums of All Time.

## Kommerzieller Erfolg

### Chartplatzierungen
| ChartsChartplatzierungen       | Höchstplatzierung | Wochen |
| ------------------------------ | ----------------- | ------ |
| Deutschland (GfK)              | 17 (8 Wo.)        | 8      |
| Vereinigte Staaten (Billboard) | 5 (109 Wo.)       | 109    |
| Vereinigtes Königreich (OCC)   | 2 (33 Wo.)        | 33     |

### Auszeichnungen für Musikverkäufe
| Land/Region                  | Auszeichnungen für Musikverkäufe (Land/Region, Auszeichnung, Verkäufe) | Verkäufe  |
| ---------------------------- | ---------------------------------------------------------------------- | --------- |
| Italien (FIMI)               | Gold                                                                   | 25.000    |
| Neuseeland (RMNZ)            | Gold                                                                   | 7.500     |
| Vereinigte Staaten (RIAA)    | 5× Platin                                                              | 5.000.000 |
| Vereinigtes Königreich (BPI) | Gold                                                                   | 100.000   |
| Insgesamt                    | 3× Gold · 5× Platin ·                                                  | 5.132.500 |